# 16e étape du Tour d'Italie 2004
Pour un article plus général, voir Tour d'Italie 2004.
 (novembre 2023).
Si vous disposez d'ouvrages ou d'articles de référence ou si vous connaissez des sites web de qualité traitant du thème abordé ici, merci de compléter l'article en donnant les références utiles à sa vérifiabilité et en les liant à la section « Notes et références ».
La 16e étape du Tour d'Italie 2004 a eu lieu le 25 mai 2004 entre la ville de San Vendemiano et celle de Falzes sur une distance de 217 km. Elle a été remportée par l'Italien Damiano Cunego (Saeco). Il devance son compatriote Rinaldo Nocentini (Acqua & Sapone-Caffè Mokambo de une minute et seize secondes et un petit groupe de coureurs réglé par le Suisse Alexandre Moos (Phonak Hearing Systems) qui termine à une minute et 38 secondes. Cunego profite de cette victoire pour récupérer le  maillot rose de leader du classement général à l'issue de l'étape au détriment de l'Ukrainien Yaroslav Popovych (Landbouwkrediet-Colnago).

## Classement de l'étape
| \| Classement de l'étape \| Classement de l'étape \| Classement de l'étape \| Classement de l'étape \| Classement de l'étape \| \| Coureur \| Coureur \| Pays \| Équipe \| Temps \| \| --------------------- \| -------------------------- \| --------------------- \| ------------------------------ \| --------------------- \| \| 1er \| Damiano Cunego \| Italie \| Saeco \| 6 h 11 min 23 s \| \| 2e \| Rinaldo Nocentini \| Italie \| Acqua & Sapone - Caffè Mokambo \| + 1 min 16 s \| \| 3e \| Alexandre Moos \| Suisse \| Phonak Hearing Systems \| + 1 min 38 s \| \| 4e \| Raffaele Illiano \| Italie \| Colombia-Selle Italia \| + 1 min 38 s \| \| 5e \| Giuseppe Di Grande \| Italie \| Formaggi Pinzolo Fiavè \| + 1 min 38 s \| \| 6e \| Julio Alberto Pérez Cuapio \| Mexique \| Ceramica Panaria-Margres \| + 1 min 38 s \| \| 7e \| Christophe Brandt \| Belgique \| Lotto-Domo \| + 1 min 38 s \| \| 8e \| Luis Felipe Laverde \| Colombie \| Formaggi Pinzolo Fiavè \| + 1 min 58 s \| \| 9e \| Ruggero Marzoli \| Italie \| Acqua & Sapone - Caffè Mokambo \| + 2 min 29 s \| \| 10e \| Giuliano Figueras \| Italie \| Ceramica Panaria-Margres \| + 2 min 29 s \| |                            |          |                                |                 |
| |                            |          |                                |                 |
| |                            |          |                                |                 |
| Classement de l'étape |                            |          |                                |                 |
| Coureur | Coureur                    | Pays     | Équipe                         | Temps           |
| 1er | Damiano Cunego             | Italie   | Saeco                          | 6 h 11 min 23 s |
| 2e | Rinaldo Nocentini          | Italie   | Acqua & Sapone - Caffè Mokambo | + 1 min 16 s    |
| 3e | Alexandre Moos             | Suisse   | Phonak Hearing Systems         | + 1 min 38 s    |
| 4e | Raffaele Illiano           | Italie   | Colombia-Selle Italia          | + 1 min 38 s    |
| 5e | Giuseppe Di Grande         | Italie   | Formaggi Pinzolo Fiavè         | + 1 min 38 s    |
| 6e | Julio Alberto Pérez Cuapio | Mexique  | Ceramica Panaria-Margres       | + 1 min 38 s    |
| 7e | Christophe Brandt          | Belgique | Lotto-Domo                     | + 1 min 38 s    |
| 8e | Luis Felipe Laverde        | Colombie | Formaggi Pinzolo Fiavè         | + 1 min 58 s    |
| 9e | Ruggero Marzoli            | Italie   | Acqua & Sapone - Caffè Mokambo | + 2 min 29 s    |
| 10e | Giuliano Figueras          | Italie   | Ceramica Panaria-Margres       | + 2 min 29 s    |

## Classement général
Avec cette nouvelle étape de montagne, le leader du classement change. C'est le vainqueur de l'étape l'Italien Damiano Cunego (Saeco) qui récupère le maillot rose de leader en gagnant cinq places au classement. Il devance maintenant les deux Ukrainiens Serhiy Honchar (De Nardi-Piemme Telekom) (à une minute et 14 secondes) et Yaroslav Popovych (Landbouwkrediet-Colnago) (à deux minutes et 22 secondes).
| \| Classement général \| Classement général \| Classement général \| Classement général \| Classement général \| \| Coureur \| Coureur \| Pays \| Équipe \| Temps \| \| ------------------ \| ------------------ \| ------------------ \| ---------------------------------- \| ------------------ \| \| 1er \| Damiano Cunego \| Italie \| Saeco \| 73 h 01 min 21 s \| \| 2e \| Serhiy Honchar \| Ukraine \| De Nardi-Piemme Telekom \| + 1 min 14 s \| \| 3e \| Yaroslav Popovych \| Ukraine \| Landbouwkrediet-Colnago \| + 2 min 22 s \| \| 4e \| Gilberto Simoni \| Italie \| Saeco \| + 2 min 38 s \| \| 5e \| Giuliano Figueras \| Italie \| Ceramica Panaria-Margres \| + 3 min 31 s \| \| 6e \| Bradley McGee \| Australie \| Fdjeux.com \| + 3 min 52 s \| \| 7e \| Wladimir Belli \| Italie \| Lampre \| + 4 min 20 s \| \| 8e \| Stefano Garzelli \| Italie \| Vini Caldirola-Nobili Rubinetterie \| + 4 min 26 s \| \| 9e \| Dario Cioni \| Italie \| Fassa Bortolo \| + 4 min 31 s \| \| 10e \| Franco Pellizotti \| Italie \| Alessio-Bianchi \| + 5 min 31 s \| |                   |           |                                    |                  |
| |                   |           |                                    |                  |
| |                   |           |                                    |                  |
| Classement général |                   |           |                                    |                  |
| Coureur | Coureur           | Pays      | Équipe                             | Temps            |
| 1er | Damiano Cunego    | Italie    | Saeco                              | 73 h 01 min 21 s |
| 2e | Serhiy Honchar    | Ukraine   | De Nardi-Piemme Telekom            | + 1 min 14 s     |
| 3e | Yaroslav Popovych | Ukraine   | Landbouwkrediet-Colnago            | + 2 min 22 s     |
| 4e | Gilberto Simoni   | Italie    | Saeco                              | + 2 min 38 s     |
| 5e | Giuliano Figueras | Italie    | Ceramica Panaria-Margres           | + 3 min 31 s     |
| 6e | Bradley McGee     | Australie | Fdjeux.com                         | + 3 min 52 s     |
| 7e | Wladimir Belli    | Italie    | Lampre                             | + 4 min 20 s     |
| 8e | Stefano Garzelli  | Italie    | Vini Caldirola-Nobili Rubinetterie | + 4 min 26 s     |
| 9e | Dario Cioni       | Italie    | Fassa Bortolo                      | + 4 min 31 s     |
| 10e | Franco Pellizotti | Italie    | Alessio-Bianchi                    | + 5 min 31 s     |

## Classements annexes
| Classement par points | Classement par points | Classement par points | Classement par points          | Classement par points |
| Coureur               | Coureur               | Pays                  | Équipe                         | Points                |
| --------------------- | --------------------- | --------------------- | ------------------------------ | --------------------- |
| 1er                   | Alessandro Petacchi   | Italie                | Fassa Bortolo                  | 225 pts               |
| 2e                    | Olaf Pollack          | Allemagne             | Gerolsteiner                   | 134 pts               |
| 3e                    | Damiano Cunego        | Italie                | Saeco                          | 102 pts               |
| 4e                    | Aliaksandr Usau       | Biélorussie           | Phonak Hearing Systems         | 101 pts               |
| 5e                    | Fred Rodriguez        | États-Unis            | Acqua & Sapone - Caffè Mokambo | 96 pts                |

| Classement par points | Classement par points | Classement par points | Classement par points          | Classement par points |
| Coureur               | Coureur               | Pays                  | Équipe                         | Points                |
| --------------------- | --------------------- | --------------------- | ------------------------------ | --------------------- |
| 1er                   | Alessandro Petacchi   | Italie                | Fassa Bortolo                  | 225 pts               |
| 2e                    | Olaf Pollack          | Allemagne             | Gerolsteiner                   | 134 pts               |
| 3e                    | Damiano Cunego        | Italie                | Saeco                          | 102 pts               |
| 4e                    | Aliaksandr Usau       | Biélorussie           | Phonak Hearing Systems         | 101 pts               |
| 5e                    | Fred Rodriguez        | États-Unis            | Acqua & Sapone - Caffè Mokambo | 96 pts                |

| Classement de la montagne | Classement de la montagne | Classement de la montagne | Classement de la montagne | Classement de la montagne |
| Coureur                   | Coureur                   | Pays                      | Équipe                    | Points                    |
| ------------------------- | ------------------------- | ------------------------- | ------------------------- | ------------------------- |
| 1er                       | Fabian Wegmann            | Allemagne                 | Gerolsteiner              | 45 pts                    |
| 2e                        | Damiano Cunego            | Italie                    | Saeco                     | 38 pts                    |
| 3e                        | Alexandre Moos            | Suisse                    | Phonak Hearing Systems    | 27 pts                    |
| 4e                        | Gilberto Simoni           | Italie                    | Saeco                     | 16 pts                    |
| 5e                        | Niki Aebersold            | Suisse                    | Phonak Hearing Systems    | 15 pts                    |

| Classement de la montagne | Classement de la montagne | Classement de la montagne | Classement de la montagne | Classement de la montagne |
| Coureur                   | Coureur                   | Pays                      | Équipe                    | Points                    |
| ------------------------- | ------------------------- | ------------------------- | ------------------------- | ------------------------- |
| 1er                       | Fabian Wegmann            | Allemagne                 | Gerolsteiner              | 45 pts                    |
| 2e                        | Damiano Cunego            | Italie                    | Saeco                     | 38 pts                    |
| 3e                        | Alexandre Moos            | Suisse                    | Phonak Hearing Systems    | 27 pts                    |
| 4e                        | Gilberto Simoni           | Italie                    | Saeco                     | 16 pts                    |
| 5e                        | Niki Aebersold            | Suisse                    | Phonak Hearing Systems    | 15 pts                    |

| Classement Intergiro | Classement Intergiro | Classement Intergiro | Classement Intergiro         | Classement Intergiro |
|                      | Coureur              | Pays                 | Équipe                       | Temps                |
| -------------------- | -------------------- | -------------------- | ---------------------------- | -------------------- |
| 1er                  | Crescenzo D'Amore    | Italie               | Acqua & Sapone-Caffè Mokambo | en 40 h 10 min 54 s  |
| 2e                   | Marlon Pérez         | Colombie             | Colombia-Selle Italia        | + 9 s                |
| 3e                   | Robert Förster       | Allemagne            | Gerolsteiner                 | + 26 s               |
| 4e                   | Aart Vierhouten      | Pays-Bas             | Lotto-Domo                   | + 26 s               |
| 5e                   | Daniele Righi        | Italie               | Lampre                       | + 31 s               |
| modifier             |                      |                      |                              |                      |

| Classement par équipes | Classement par équipes   | Classement par équipes | Classement par équipes |
| Équipe                 | Équipe                   | Pays                   | Temps                  |
| ---------------------- | ------------------------ | ---------------------- | ---------------------- |
| 1re                    | Saeco                    | Italie                 | 218 h 52 min 34 s      |
| 2e                     | Ceramica Panaria-Margres | Italie                 | + 1 min 10 s           |
| 3e                     | Alessio-Bianchi          | Italie                 | + 3 min 20 s           |
| 4e                     | Saunier Duval-Prodir     | Espagne                | + 9 min 20 s           |
| 5e                     | Lampre                   | Italie                 | + 9 min 36 s           |

| Classement par équipes | Classement par équipes   | Classement par équipes | Classement par équipes |
| Équipe                 | Équipe                   | Pays                   | Temps                  |
| ---------------------- | ------------------------ | ---------------------- | ---------------------- |
| 1re                    | Saeco                    | Italie                 | 218 h 52 min 34 s      |
| 2e                     | Ceramica Panaria-Margres | Italie                 | + 1 min 10 s           |
| 3e                     | Alessio-Bianchi          | Italie                 | + 3 min 20 s           |
| 4e                     | Saunier Duval-Prodir     | Espagne                | + 9 min 20 s           |
| 5e                     | Lampre                   | Italie                 | + 9 min 36 s           |